# پال کولهوف
پال کولهوف (آلمانی: Paul Kohlhoff؛ زادهٔ ۲۶ ژوئن ۱۹۹۵) قایقران قایق بادبانی اهل آلمان است.